# Begues
Begues (em catalão e oficialmente) ou Begas (em castelhano) é um município da Espanha, na comarca de Baix Llobregat, província de Barcelona, comunidade autónoma da Catalunha. Tem 50,39 km² de área e em 2021 tinha 7 356 habitantes (densidade: 146 hab./km²).
Parte do seu território se encontra dentro do Parque Natural do Garraf.